# چخورتالا
چخورتالا (به لاتین: Chukhurtala) یک منطقه مسکونی در جمهوری آذربایجان است که در شهرستان تووز واقع شده است.